# Instituto Nacional de Técnica Aeroespacial
L'Instituto Nacional de Técnica Aeroespacial (INTA, Istituto nazionale di tecnologia aerospaziale) è un ente autonomo spagnolo che dipende dal Ministero della Difesa e si occupa di ricerca spaziale ed aeronautica. È stato fondato nel 1942 da Felipe Lafita Babio, ingegnere navale, industriale e aeronautico, e la sua sede è a Torrejón de Ardoz, nella Comunità autonoma di Madrid.
Lavora a progetti di ricerca sia da sola che con altri enti statali, spagnoli e non, e anche con aziende private. È responsabile dei programmi Minisat e Nanosat.
Dal sito di lancio per razzi-sonda di El Arenosillo (Provincia di Huelva) ha lanciato diversi razzi suborbitali, tra cui l'INTA-300 e l'INTA-255. Tra il 1991 e il 1999 ha sviluppato il lanciatore Capricornio, che tuttavia non venne mai utilizzato.

## Satelliti
- INTASAT, lanciato il 15 novembre 1974.
- UPM-Sat, lanciato il 7 luglio 1995 in collaborazione con il Politecnico di Madrid.
- Minisat 01, lanciato il 21 aprile 1997.
- Nanosat 01, lanciato il 17 dicembre 2004.
- Nanosat-1B, lanciato il 29 luglio 2009.
- Xatcobeo, lanciato il 13 gennaio 2012 in collaborazione con l'Università di Vigo.